# Нур-Норге
Нур-Норге (норв. Nord-Norge) або Північна Норвегія — північний економічний район Норвегії, розташований більшою частиною на північ від Північного полярного кола.
У ньому немає великих запасів деревини і гідроенергії, як на півночі Швеції і Фінляндії, на шельфовій зоні знаходяться найбагатші у Північній півкулі рибні ресурси.
Берегова лінія має велику довжину.
Рибальство, найдавніше заняття населення на півночі, і досі дуже поширене, однак все більшого значення набуває гірничодобувна промисловість.
За розвитком цієї галузі Північна Норвегія посідає провідне місце в країні. Розробляються залізорудні родовища. Видобуток залізних руд і робота на металургійному комбінаті в Му-і-Рані приваблюють у цей район переселенців з інших частин країни, однак кількість населення всього Північного району не перевищує кількості населення Осло.